# N Velorum
N Velorum (N Vel / HD 82668 / HR 3803) es una estrella en la constelación de Vela, la vela del Argo Navis, situada en el límite con la constelación de Carina. De magnitud aparente +3,16, es la sexta estrella más brillante de su constelación. Aunque sin nombre propio habitual, a veces es conocida como Marut, palabra procedente del sánscrito मरुत Marut, una de las deidades hindúes del viento.
Situada a 238 años luz de distancia, N Velorum es una gigante naranja de tipo espectral K5III.
Tiene una temperatura efectiva de 4046 K.
Siendo 784 veces más luminosa que el Sol, dentro de las gigantes se sitúa en el grupo de las más luminosas, superando a estrellas como α Lyncis o Altarf (β Cancri), aunque sin llegar a alcanzar la luminosidad de Tarazed (γ Aquilae), clasificada como gigante luminosa. Como ejemplo cabe señalar que N Velorum es 17 veces más luminosa que Pólux (β Geminorum), la gigante naranja más próxima a la Tierra.
La medida de su diámetro angular, una vez corregida por el oscurecimiento de limbo, es de 7,13 ± 0,08 milisegundos de arco; ello permite evaluar su radio, siendo éste 56 veces más grande que el radio solar, equivalente a 0,26 UA.
Si estuviese situada en el lugar del Sol, su superficie se extendería hasta 2/3 partes de la órbita de Mercurio. Catalogada en el pasado como una estrella variable, observaciones posteriores no han confirmado esta variabilidad.
N Velorum no debe confundirse con n Velorum (HD 74272).